# KILLZONEシリーズ
『KILLZONE』（キルゾーン）は、オランダにあるソニー・コンピュータエンタテインメントの子会社ゲリラゲームズが開発し、ソニー・コンピュータエンタテインメント・ヨーロッパから発売されているファーストパーソン・シューティングゲームのシリーズ。SCEの代表的なゲームの一つである。略称は「KZ」。

## 概要

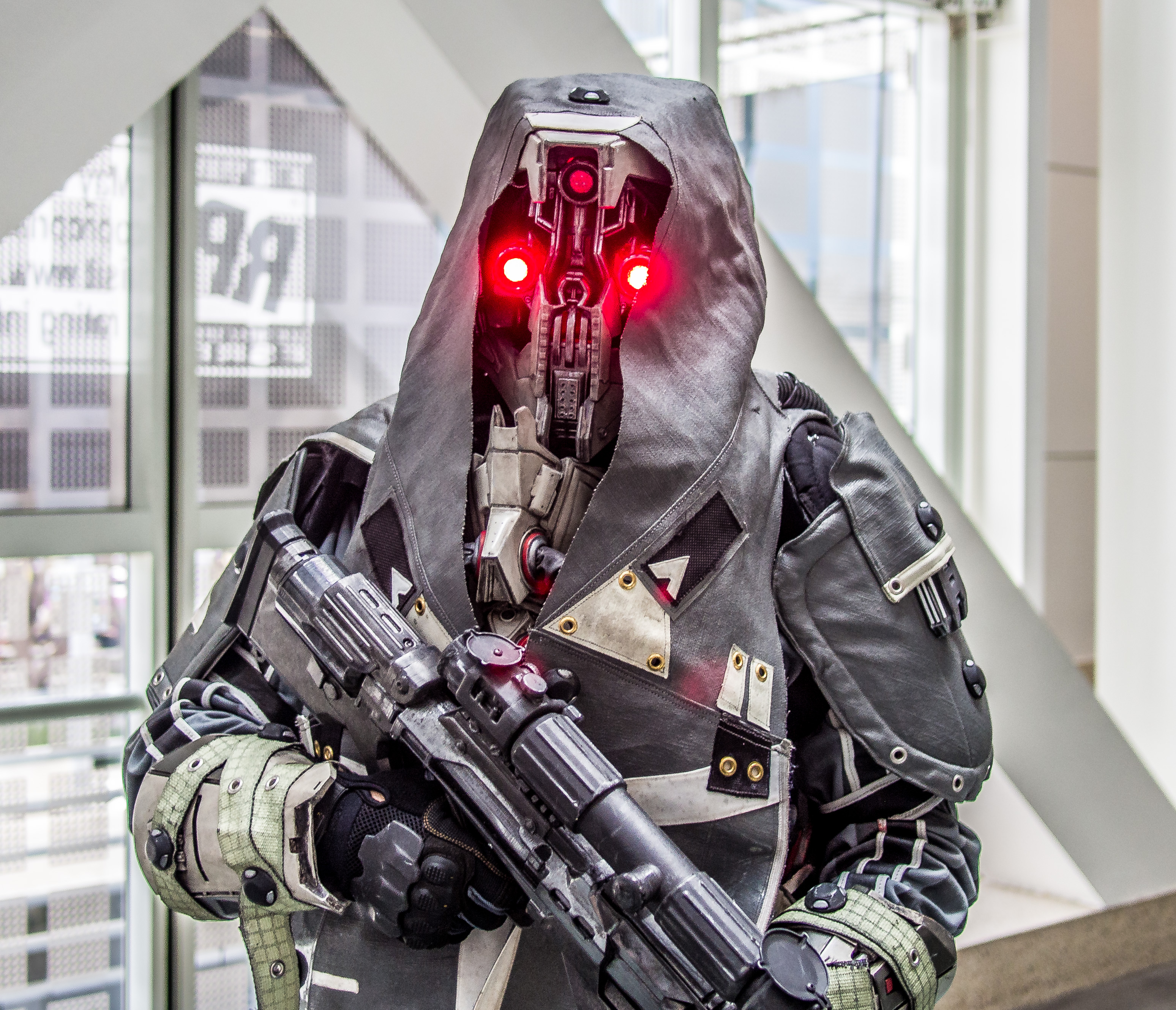
敵キャラクター「ヘルガスト兵」のコスチューム。（E3 2013にて）

近未来、人類が宇宙へと旅立ち、他の惑星に足を踏み入れた星間入植時代における宇宙共和国「ヴェクタ」と独裁国家「ヘルガーン」との惑星国家間の戦いを描いたSFゲーム。
本作はコンソール専用タイトルとしてハードウェアの性能を活かしたグラフィックスと、黒で統一された軍装と無機質なマスクに覆われ赤い双眸をした『ヘルガスト』と総称される敵キャラクターが特徴であり、インパクトからパッケージの表紙を飾ることが多い。ジャンルは一応のSFという体裁をとっているものの、登場する武器は実在する銃器をアレンジしたようなデザインの実弾系兵器が大半を占めており、近未来を題材にしたオーソドックスな戦争物FPSに近い作風となっている。
2005年に第一作目『KILLZONE』がPS2専用タイトルとして発売され以後シリーズ化。現在はPS2・PS3・PS4・PSP・PS Vitaの5機種向けに6タイトルが発売中。
元々ゲリラゲームズが『Kin』と言うタイトルでPlayStation専用タイトルとしてゲームの開発プロジェクトを行っていたが、1999年にゲームの技術デモの映像を見た、ソニー・コンピュータエンタテインメントが新しいコンソール（PS2）に開発を切り替える様にゲリラゲームズに尋ね、PS2用ゲームとして、『KILLZONE』が開発された。

## シリーズ作品

### メインシリーズ
※本項の発売日表記は日本国内のもの
日本未発売なものは（）内で注釈する
KILLZONE
2005年10月27日に発売されたPlayStation 2専用のシリーズ1作目。日本ではセガより発売された。 一人用のシングルプレイの他、二人までプレイヤーが参加してCPUを交えた対戦プレイが可能。 海外版ではPlayStation BB Unitによるネットワーク経由のマルチプレイモードが実装されていたが、日本版では削除されている 。本作をHD化した「Killzone HD」がPS3専用タイトルとして2012年10月23日に発売された。（※海外のみ。2014年現在、日本国内では未発売）
KILLZONE 2
2009年4月23日に発売されたPlayStation 3専用のシリーズ3作目。今作からPS3にプラットフォームを移し、前作と比べグラフィックと世界観がより洗練された。シームレスに移行する複数のルールと16対16の最大32人同時によるマルチプレイモードが特徴。
KILLZONE 3
2011年2月24日に発売されたPlayStation 3専用のシリーズ4作目。3D立体視ゲームとPlayStation Moveに対応。基本的なストーリーとゲームシステムは前作を踏襲しつつも、様々な改良と新要素が盛り込まれた。媒体はパッケージ版の他、マルチプレイモードのみで楽しめる『KILLZONE 3 MULTIPLAYER』がPlayStation Storeで配信されている。
KILLZONE SHADOW FALL
PlayStation 4専用のシリーズ6作目。シリーズ初のローンチタイトルとして北米、欧州、アジア各国においてPS4本体と同時発売されており、日本国内では2014年2月22日に発売された。2013年2月20日に開催されたPlayStation Meeting 2013にて発表され、実機ゲームプレイ映像が公開された。本作の時代は近未来、前作『KILLZONE 3』から30年後の惑星ヴェクタが舞台で、2つの種族HelghastとVektansが巨大な壁で分割された未来都市に存在。HelghastとVektansは冷戦のような緊張関係にあり、プレイヤーは平和を維持するための特殊部隊隊員Shadow Marshalになる。

### スピンオフ作品
KILLZONE: Liberation （※日本未発売）
2006年10月31日にアメリカで発売されたPlayStation Portable専用のシリーズ2作目。ストーリーはメインシリーズの『KZ』と『KZ2』の間。アドホックによる最大8人でマルチプレイが可能。
 KILLZONE: Mercenary 
2013年9月5日に発売されたPlayStation Vita専用のシリーズ5作目。時系列は『KZ』と『KZ2』の間の物語を描き、開発はゲリラケンブリッジが担当した。2011年1月27日、NGP（現PlayStation Vita）の正式発表と同時に、開発段階の一部映像が数秒間だけ公開された。後に2012年8月15日のゲームズコムで正式発表され、詳細が公開された。キャンペーンモードに加え、最大8人のオンラインモードも搭載している。

### 漫画
KILLZONE
『KILLZONE: Mercenary』の発売に先駆け、月刊少年エース2013年10月号（2013年8月26日発売）誌上にて、同シリーズ初のマンガ化作品『KILLZONE』が掲載された。作者は六甲島カモメ。後にはKILLZONE 公式ポータルサイトにて、その全ページが無料公開された。

## 主な登場人物
※『』内の略称表記は以下の通り
ナンバリングタイトル
KILLZONE→『KZ』、KILLZONE 2→『KZ2』、KILLZONE 3→『KZ3』
スピンオフタイトル
KILLZONE SHADOW FALL→『KZSF』、KILLZONE:Mercenary→『KZM』

### 惑星「ヴェクタ」 ISA軍
ジャン・テンペラー（Jan Templar）
『KZ』の主人公。階級は大尉（後に昇進し大佐）。
『KZ』ではISAの機動部隊の隊員であり、ヴェクタに侵攻してきたヘルガスト軍を仲間と共に撃退に成功した英雄。
『KZ2』では昇進して大佐となり、ISAのヘルガーン侵攻部隊の旗艦「ニューサン号」の艦長としてヘルガーン侵攻作戦の指揮にあたる。
ヘルガーン侵攻作戦で独裁者ヴィサリの捕縛を一任されていたが、ニューサン号に突撃部隊を率いて侵入してきたラデック大佐が放った凶弾により戦死。
『KZSF』においてはヴェクタシティに彼の名を冠した「テンペラーパーク」という名の公園が設立されており、ブラックハンドによるテロの対象となった。
トーマス・"セブ"・セブチェンコ（Tomas "Sev" Sevchenko）声：小西克幸
『KZ2』『KZ3』の主人公。階級は軍曹。ヘルガーン侵攻作戦におけるアルファ部隊隊員の1人。
寡黙で優秀な兵士であり、戦場では決して私情を挟むことはない。一方で仲間に対し軽口や配慮を忘れないなど、冷淡で社交性に欠けた人間ではないことも伺わせる。
仲間の死に遭いながらも、数々の戦闘を戦い抜き、ヘルガーン首都ピュロスにおいてヴィサリ直属の私兵であるラデック大佐を激闘の末に討つことに成功する。
しかしパートナーであるリコの失態により、独裁者ヴィサリの拘束に失敗。ISAはかつての快進撃から一転して絶望的な撤退戦を強いられてしまう。
その後ISAは間に合わない生存者の救出を諦めた撤退命令に従わざるをえなくなったことにより、彼の中でISAの理念への忠実な信仰は薄れつつある。
半年の潜伏期間を経て、戦友リコら他のISA生存者と合流、数々の困難なミッションに挑んでいくこととなる。
『KZSH』においては作中の資料にのみ登場。『KZ3』の後は無事にヴェクタへと帰還したものの、ヘルガーンが壊滅したテラサイドを引き起こした戦犯としてヘルガスト側から引き渡しを要求されている。ISA側は居場所が特定できないとして身柄の引き渡しを拒否しており、現在は消息不明となっている。
リコ・ヴェラスケス（Rico Velasquez）声：三宅健太
『KZ』『KZ2』『KZ3』に登場。階級は軍曹。シリーズ一貫して主人公のパートナー。
『KZ』において仲間をヘルガスト軍に虐殺された経験を持つ。故にヘルガストそのものに対し激しい憎悪を抱いている。
頭に血が登りやすく、たとえ相手が上官であっても粗暴な言動をするなど性格面には難があるが、兵士としての能力は確かであり、主人公と共に数々の困難を潜り抜け最後まで生き残った。
拘束する手筈だった独裁者ヴィサリを感情に流され殺害してしまう。結果ISAは目的を達成できず、撤退という事態を招いてしまった事に罪の意識を感じていた。
撤退戦の折、間に合いそうにない生存者を見捨てるような命令に逆らい、独断で救援に向かったことで以後半年間消息不明となる。
潜伏期間中はレイダー隊のリーダーとしてゲリラ活動をしており、この残存戦力を率いて捕虜になったセブとネビルを土壇場で救出、ヘルガストに対しても隙を突いてカウンターを与えることに成功する。
『KZSF』ではセブ同様作中の資料にのみ登場しており、テラサイドを引き起こした戦犯としてヘルガスト側から引き渡しを要求されているもののISAは拒否しており、こちらも現在消息不明となっている。
ジェイソン・ネビル（Jason Neville）声：板東尚樹
『KZ2』『KZ3』に登場。階級は大尉。ヘルガーン侵攻作戦において「ネメシス車両部隊」を展開しながら現場指揮を担当した。
ただの堅物な鬼指揮官に見えるが、迅速かつ的確な指揮により初期の快進撃を支え、後の絶望的な撤退戦においても部隊の維持に尽力した有能な指揮官。
現場主義であり、どんな危機的状況でも決して怯むことがない肝の据わった性格である。一方で傷心の部下を励ましたり、大勢の部下を喪ったことで犠牲を避けるべく消極的な指示しか出来なくなってしまったところをセブとリコから一喝され態度を改めるなど、人間味がある人物としても描かれている。
「KZ3」ではヘルガーン撤退から取り残されセブや一部の隊員と共にジャングルに潜伏しており、一時はヘルガストに捕らえられ公開処刑されかけるもののセブとリコによって救出され、残存部隊を指揮しヘルガストの地球侵攻を止めるため宇宙エレベーターへと進撃。セブやリコと共に最後まで生き残り無事生還した。

### ヴェクタ安全保障局（VSA）シャドーエージェント
ルーカス・ケラン（Lukas Kellan) 声：杉田智和
『KZSF』の主人公。惑星ヴェクタ安全保障局の特殊工作員「シャドーエージェント」である。
幼少期ヘルガスト兵に父親を殺されたことにより当時シャドーエージェントだったトーマス・シンクレアに引き取られ、彼の下で育てられた。
幼い頃から身寄りを亡くした彼はシンクレアの図らいにより軍アカデミーに入学し、兵士としての道を志す。
アカデミーでは優秀な成績を残し、その能力の高さから新ヘルガーン自治区へ秘密裏に侵入し、最重要機密情報を収集するという重大な任務を一任される。
物語の途中でコードネーム「エコー」と呼ばれるヘルガスト人の協力者と共に行動することとなり、新ヘルガーンの内情と事件の真相を知ることとなる。
トーマス・シンクレア（Tomas Sinclair） 声：田中正彦
『KZSF』に登場。ヴェクタ安全保障局局長。主人公ルーカス・ケランの育ての親であり、直属の部下でもある主人公へ作戦指揮および指示を行うサポート役である。
第2次外太陽系戦争後、自らシャドーエージェントとして任務に就いていたが、ヴェクタとヘルガーンの和平終結後は役割を終えたことで現場を退き、管理職への道を歩むこととなった。
安全保障局局長に就任後は一度は解体されたシャドーエージェント・プログラムを復活させ、ルーカス・ケランを軍アカデミーへの入学を推め、優秀な兵士として育て上げた張本人である。
未だ敵対的な行動をとるヘルガーン側に対して弱腰な対応しかできないヴェクタ政府に不信感を抱いており、混乱が続くヴェクタに真の平和を実現する為には新ヘルガーンに対する徹底的な武力行使も辞さないという信念を持っている。

### 民間軍事会社（PMC） ファントム・タロン社
アラン・ダナー（Arran Danner）
『KZM』の主人公。民間軍事会社「ファントム・タロン社」に所属する傭兵。地球生まれであり、かつてはUCAの兵士だったが手厚い報酬を得られるという理由から傭兵になった。
個人的にはISAとヘルガストの対立に深く関わりたくないと思っていたが、皮肉にもISAとヘルガストの両軍に重大な任務を一任されるという奇異な運命に巻き込まれてしまう。
後のベノワの行動によりファントム・タロン社に対する忠誠心や両軍の醜いエゴの狭間に翻弄され互いが掲げる「大義」に対する疑問を抱き、自ら導き出した「正しさ」の為に戦う。
格闘スキルが異常に高く、敵兵の頭をヘルメットごしからナイフで突き刺し一撃死させるなどといった荒業に近いナイフ捌きを難なく繰り出す。
アンダース・ベノワ（Anders Benoit）声：
『KZM』に登場。民間軍事会社「ファントム・タロン社」の創設者であり司令官。経歴は主人公たちとは異なり生粋の傭兵である。
広い人脈と情報網を活用して主人公たちへ無線経由によるサポートと作戦指揮を担当する。
兵士としての能力はその外見に違わず一流のものを持ちあわせており、報酬額に見合うのであれば自ら戦線へ赴くことも。
一方でヴェクタとヘルガーン両惑星間で勃発する戦争を「どれだけの利益を生み出すか」という尺度でしか見ていない節がある。
ダミアン・イワノフ（Damian Ivanov）声：
『KZM』に登場。民間軍事会社「ファントム・タロン社」に所属する主人公の戦友。同じUCA退役軍人であるためか主人公とは仲がよく、数々の激戦をくくり抜けてきた。
傭兵を生業にしていながらも性格は気さくで社交的であり、彼の故郷であるヴェクタを蹂躙したヘルガスト軍に対して憤慨するなど正義感を隠し切れないでいる。
兵士としての戦闘スキルは総じて高く、いざ戦闘となれば敵に対して容赦することはない。

### 惑星「ヘルガーン」 ヘルガスト軍
スカラー・ヴィサリ老（Scolar Visari）声：内海賢二
『KZ』『KZ2』『KZ3』に登場。ヘルガスト軍の指導者であり、ヘルガーンの支配者である。
第一次ヘルガーン紛争敗北後における、ヘルガーン軍再組織化の責任者でもある。
現在51歳で専制君主的な地位となっているヴィサリは、初代皇帝としての載冠を目前にひかえている。
ヘルガストが追放され、虐げられた過去への復讐として、ISAの殖民惑星の一つである「ヴェクタ」の侵略に着手し、ISAに対して甚大な被害を与えた。
『KZM』でもラジオ経由で彼の演説を聞くことができる。
メール・ラデック（Mael Radec）声：青山穣
『KZ2』に登場。階級は大佐。ヴィサリ老直轄の私兵部隊の総司令官であり惑星ヘルガーンの首都、ピュロスシティの防衛を一任されている。
過去に軍の教官を務め、劇中では彼の名を冠した士官学校が登場する。
軍規にはかなり厳しく、服装規定に違反した兵士2名をその場で処刑している。
計画を練るタイプの指揮官というよりは、陣頭指揮を好み、殺戮への渇望を持った人物として描かれている。
即断即決、冷酷で残忍な人物であり、ヴィサリ老への狂信的なまでの忠誠から"ヴィサリ老の猟犬"と呼ばれている。
オーロック（Orlock）声：藤本譲
『KZ3』に登場。ヘルガスト海軍の最高司令官。ヘルガーンに残っているISA反撃調整の任務を負っている。威圧的で残忍、狡猾で粘り強い。
皇帝ヴィサリを支持するヘルガスト純粋主義者で、ISAから惑星ヴェクタを取り戻すことを悲願としている。
ヴィサリ亡き後は実質的な後継者としてヘルガスト軍を統御しているが、評議会のすべてがそれに納得しているわけではない。
ヨハン・スタール（Jorhan Stahl）声：佐藤正治
『KZ3』に登場。ヘルガーン最大の兵器開発/製造企業スタールアームズ社のCEO。銀河系全惑星への武器供給を自社が担うという未来図を描き、その目的のためには手段を選ばない。
ヘルガスト政府内での主導権を握ろうと画策している。父の代から続く軍需企業としてヘルガスト再軍備化に多大な貢献をしており、そのため一企業のCEOでありながら絶大な影響力を有している。
ヘルガスト正規軍とは別に独自の私兵部隊を保有し、自社製の高性能武器や兵器を運用させている。ストックホルム条約に反して捕虜を用いた非人道的な人体実験を行っている。
惑星ヘルガーン全土が焦土と化した原因であるペトルサイト兵器を作り出した張本人であり、それを用いて地球への無差別攻撃を計画しUCN管理下の全植民地を支配することを目論んでいた。
『KZSF』においても年老いた姿で登場しており、テラサイドの原因となった巡洋艦の撃沈から間一髪で脱出した後、首都ピュロスシティの地下にある極秘の軍事施設に30年に渡って潜伏していた。

### 惑星ヴェクタ内自治区 新ヘルガーン政府
ヘラ・ヴィサリ（Hera Visari）声：深見梨加
『KZSF』に登場。新ヘルガーン政府の現首相。その正体はかつての惑星ヘルガーン初代皇帝 スカラー・ヴィサリの実の娘である。
第2次外太陽系戦争時、ISAの惑星ヘルガーンへの反攻作戦により戦乱に巻き込まれることを危惧した父ヴィサリの命によりヘルガーンから避難していたため、惑星焦土化の惨劇を回避することができた。
終戦後はヘルガストの指導者と故郷たるヘルガーンを一度に喪い失意の中のヘルガスト国民をまとめ上げ、新たな「ヴィサリの」指導者を欲した民衆に絶大な支持を得て首相の座につく。
支持基盤は厚いものの、自治区という国情の不安定さからヴェクタ政府との交渉の場では常に苦しい状況にたたされており、それを不服とする急進派の勢力を抑えられずにいるなど政治力に不安を残している。
彼女の若き頃の姿は『KZ3』のオープニングで見ることが出来る。
エコー（ECHO）声：甲斐田裕子
『KZSF』の主要キャラクター。新ヘルガーン所属士官であり、名称はコードネーム。
ヴェクタとヘルガストのハーフで女性という以外は一切の情報がなく、謎多き人物である。
苦しむヘルガスト国民を守りたい一心から、対立するヴェクタと新ヘルガーンとの戦争を避けるべく同胞に手をかける禁忌を犯してまで主人公の手助けをする。
ヴラドコ・タイラン (Vladko Tyran) 声：咲野俊介
『KZSF』に登場。新ヘルガーンのテロ組織「ブラック・ハンド」の指導者。
テラサイド後の惑星ヘルガーンから救助された僅かな生存者の1人で、故郷を崩壊に追い込んだヴェクタ政府を憎悪している。（実際には地球への無差別攻撃を行おうとしてヨハン・スタールが配備させたペトルサイト兵器が原因である）
スカラー・ヴィサリの思想に心酔しそれを広める事でヘルガーン人としての誇りを取り戻そうと活動していたが、ヴェクタ政府に対して強い姿勢を取れない新ヘルガーン政府に失望し武力闘争を開始。
近年は新ヘルガーン政府の急進派から支援を受け、最新鋭の装備・武装を用いた大規模テロをいくつも実行しヴェクタ市民を虐殺する一方、ヘルガーン下層民への生活支援等の政治活動を行い支持基盤を拡大させている。

## 世界観・設定

### 組織
ISA（Interplanetary Strategic Alliance：惑星間戦略同盟)
2133年、UCN（コロニー国連合）主導で発足した準軍事組織。UCN管理下の植民地惑星（以下ローカルコロニー）を防衛・治安維持することを目的としている。
初期のUCNは地球上のUCA総司令部から各ローカルコロニーの防衛を担っていたが、有事における即応性や組織の効率面を突き詰めていった結果誕生したのがISAである。
特筆すべきは各ローカルコロニー政府が資金と人材を提供、UCAがその訓練と装備の支援を行い、ローカルコロニー政府のISA司令部とUCAは互いに独立した組織という点である。
そのためISA軍の戦力と予算は各ローカルコロニー政府の資金力によって決定されており、UCN直下とはいえUCAからの軍事命令は受けない。
例としてヘルガーン惑星への侵攻作戦（KILLZONE 2）はISA・ヴェクタによる独断の軍事行動であり、UCAの関与は遠征艦隊の旗艦ニューサン号を含めて装備艦艇等を貸与しただけに留まる。（一方で本編中ではネビルに対してUCAの将軍がヘルガストへの投降を命じており、これについての詳細な説明はされていない）
UCN（United Colonial Nations ： コロニー国連合）
2060-2090年頃発足。本部はニューヨーク。地球上の天然資源枯渇のため、月と太陽系外惑星のコロニー化の開始と共に各国の政府や企業が同盟を結ぶことで成立した。
UCNDF（United Colonial Nation Defense Force ： コロニー国連合防衛軍）
2095-2110年頃、かつて存在した軍事組織。ローカルコロニーから集められた志願者によって設立され、事実上の宇宙連合軍であった。
しかし幾度の汚職疑惑や軍事面の非能率さから組織機構の見直しが主張され、UCNDFは2100年代前半に解体されることとなる。のちに組織としてより最適化されたUCAとISAが設立された。
UCA（United Colonial Army ： コロニー国連合軍）
2113年、地球とローカルコロニーとの関係を平準化し、ローカルコロニー間の内戦を避けるために設立されたUCNの軍事組織。主力はUCA海軍。
UCNが発足する以前はUCNDFがその軍事機構であり、2100年代にUCNDFが解体され、UCA設立されるとUCNDFが行っていた職務はUCAへ引き継がれた。
ISAとUCAの防衛区域がどう扱われているのかは詳しく説明されていないものの、第1次外太陽系戦争（後述）での共闘やジェイソン・ネビルのようにISAとUCAの双方で職務を勤めた経験を持つ人物もいることから、似た性質を持つ組織同士関係は良好であることが窺える。

### 惑星
アルファ-ケンタウリ系（Alpha Centauri system）
21世紀末、地球資源の枯渇に伴い外宇宙へ活路を見出した人類は外太陽系における初のコロニー化が行われた。当初はUCNによる管理運営が行われていたが、6隻の惑星入植コロニー船を一度に失う事故に伴って資金難に陥り、ヘルガーン社に一部権利を売却する。物語の舞台となっている惑星ヴェクタとヘルガーンはこのシステムに属する。地球から他の植民地惑星へ向かう際の跳躍点としてUCAにとって戦略的最重要宙域である。
ヘルガーン（Helghan）
アルファ・ケンタウリ系に位置する惑星。またはヘルガーンの民「ヘルガスト」により統治された惑星国家そのものを示す。
コロニー船の事故により、UCNから一部権利を購入したかつての企業ヘルガーン社（のちに民間政府化）が「ヴェクタ」と共に入植を始めた惑星の一つ。
2201年ヘルガーン政府による一方的な通航船への課税に反発したUCA・ISA連合との戦い「第一次外太陽系戦争」の敗北により、ヘルガーン政府によって開拓・統治されていた惑星ヴェクタはISAにより占領されることになる。
その後、ISAへの投降を拒否した過激派がUCN市民に対し数々のテロ行為を行いヴェクタは混乱の極みに達する。これに危惧したISAはヴェクタに住まうヘルガーン人に対する弾圧を強め、多くのヘルガーン人は当時まだ未開拓だった惑星「ヘルガーン」へと逃れた。
それから約1世紀の間、「故郷たるヴェクタの奪還」をただ切望し、独裁政治による全体主義的な国家体制を築き軍の再組織化に成功する。安定した農業惑星であるヴェクタに比べ、本編においては劣悪で過酷な環境であることが窺える。
ヴェクタ（Vekta）
アルファ・ケンタウリ系に位置する惑星。アルファ・ケンタウリBは地球と他の植民地惑星の間に位置する豊かな農業惑星である。
一般にエデンと説明されることが多い。ヴェクタは自給自足を可能とする食糧生産力を有しており、安定した戦略拠点として機能している。

### 戦争
第1次外太陽系戦争
2201年から一年近く戦われた戦争。開戦の理由はヘルガーンシステム（アルファ-ケンタウリ系）を通過する船舶に交通管理・救助などを名目に一方的な課税政策を行ったことであった。
2198年頃から緊張は高まり、UCNはUCAの軍備拡張に着手。2200年、ヘルガーン政府が惑星ヴェクタに駐留するISAへ先制攻撃を行ったことで戦端が開かれた。
しかしISAを支援するためUCAがヘルガーン星系へと展開。その年、ISAおよびUCAが惑星ヘルガーンの軌道上でヘルガーン艦隊と重要拠点を壊滅に追いやり、両軍はそのまま惑星ヴェクタへと侵攻。主導権を完全に奪われたヘルガーン政府は降伏を宣言し終戦を迎える。
戦後、惑星ヴェクタは再びISAの管理下に置かれる事となり、投降を拒絶したヘルガーン政府の残党と民間人は惑星ヘルガーンへと逃れた。この戦争によりISAとヘルガーンは長年禍根を残すことなる。
第2次外太陽系戦争
2357年、惑星ヘルガーンにおいて軍の再組織化に成功したヘルガスト軍が惑星ヴェクタに侵攻を開始したことで勃発。ゲーム本編で描かれる戦争はこちらに該当する。